# دان درو
دان درو (بالإنجليزية: Daniel T. Drew) هو سياسي أمريكي، ولد في 26 ديسمبر 1979 في نيويورك في الولايات المتحدة. حزبياً، نشط في الحزب الديمقراطي.